# Sent Desier e la Tor
Sent Desíer la Tor (en francès Saint-Dizier-la-Tour) és una comuna (municipi) de França, a la regió de la Nova Aquitània, departament de la Cruesa, al districte d'Aubusson i cantó de Chénérailles.
La seva població al cens de 1999 era de 228 habitants. Està integrada a la Communauté de communes de Chénérailles.

## Demografia
| 1968 | 1975 | 1982 | 1990 | 1999 |
| ---- | ---- | ---- | ---- | ---- |
| 370  | 321  | 276  | 234  | 228  |

## Administració
| Període | Identitat      | Partit |
| ------- | -------------- | ------ |
| 2001-   | Odile Turpinat |        |